# Caspar Herman Storm
Caspar Herman Storm (9. februar 1718 i Trondhjem – 12. marts 1777 på Fyn) var en dansk-norsk officer og stiftamtmand.
Han var søn af oberst Christian Ulrik Storm og Helene Margrethe f. von Hausmann. Familien var oprindelig svensk; Storms farfader, Arvid Christian Storm, var flygtet til Norge, fordi han havde dræbt digteren Lasse Lucidor, og var der blevet generalmajor og således rangadelig. Storm studerede ved Sorø Akademi, blev 1735 løjtnant, 1740 kaptajn, 1752 karakteriseret major, 1755 sekondmajor og 1756 premiermajor, alt i det nordenfjældske gevorbne Infanteriregiment. Derefter blev han 1763 stiftamtmand i Christiania. Efter sin moder (død 1764) arvede han betydelige midler og ejede bl.a. den indbringende Bingens Lændse. Han blev 1763 gift med Ida Sophie Mangelsen, eneste barn af den rige generalløjtnant Johan Mangelsen i Christiania, hvis formue han dog ej selv kom i besiddelse af, da hans svigerfader overlevede sin datter. Derefter ægtede han 1767 Margrethe von Heinen, enke efter Christian Stockfleth til Brahesholm.
Storm var en velstuderet og kundskabsrig mand med smukke interesser. Han besad et udvalgt og elegant bibliotek på 9000 bind og interesserede sig for oprettelsen af en højere undervisningsanstalt i Christiania i realistisk retning. Et satirisk brev fra ham (Høst, Struensee III, 261 f.) vidner om, at han var en god stilist. Han førte et stort og kostbart hus og havde stor byggelyst. I Christiania opførte han en meget elegant gård, der siden blev Krigsskolens lokale, og i Oslo «Ladegården» på den middelalderlige bispegårds tomt.
Under alt dette forværredes imidlertid hans økonomiske stilling i den grad, at han i marts 1772 måtte gøre opbud, hvorpå han nedlagde sit embede og drog til Danmark. Opbuddet var så meget slemmere, som offentlige midler var inddraget i boets masse, hvorved også hans kollega i stiftsdirektionen, den gamle biskop Frederik Nannestad, blev ruineret. Det er blevet sagt, at Storm kort efter sin ulykke skal have gjort et besøg i Sverige og ikke have stået ganske uden for de stemplinger, som Gustav III netop ved den tid begyndte for at gøre sig til herre over Norge. Sine sidste leveår tilbragte han på Fyn, hvor han døde 12. marts 1777. En datter af hans første ægteskab var gift med grev Frederik Anton Wedel-Jarlsberg og moder til Norges statholder Herman Wedel-Jarlsberg.